# Illa Flinders
Illa Flinders, en anglès: Flinders Island, és l'illa més gran del Furneaux Group, fa 1.367 km² i està al nord-est de Tasmània, a Austràlia.
L'illa Flinders va estar habitada com a mínim des de fa 35.000 anys, per aborígens australians que van passar des d'Austràlia pel pont de terra que hi havia en l'actual Bass Strait. Hi va romandre una població fins fa uns 4.500 anys però van morir tots per gana i set a conseqüència d'un episodi greu climàtic d'El Niño.
Va ser redescoberta pels europeus l'any 1773 pel navegant britànic Tobias Furneaux, commandant del HMS|Adventure|1771|6, vaixell de suport de James Cook en el seu segon viatge. El febrer de 1798 el navegant britànic Matthew Flinders va cartografiar-la.